# Peracroglossa peruviana
Peracroglossa peruviana är en tvåvingeart som beskrevs av Townsend 1931. Peracroglossa peruviana ingår i släktet Peracroglossa och familjen parasitflugor.
Artens utbredningsområde är Peru. Inga underarter finns listade i Catalogue of Life.